# Jacqueline Gold

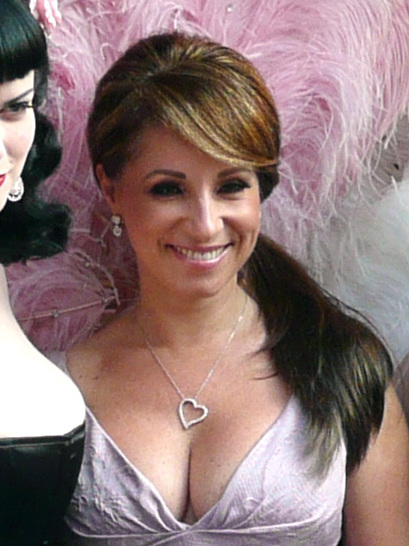
Jacqueline Gold in 2008

Jacqueline Gold (Bromley, 16 juli 1960 – Surrey, 16 maart 2023) was een Britse zakenvrouw die de uitvoerende voorzitter was van Gold Group International, Ann Summers en Knickerbox. Ze bekend als bedenker van de upper-dare-party's.
Gold werd geschat als de 16e rijkste vrouw in Groot-Brittannië, met een vermogen van £470 miljoen in 2019 volgens The Sunday Times Rich List.
Ze is de dochter van David Gold.

## Erkentelijkheden
- Commander in de Order of the British Empire